# او گوشی
او گوشی (به ژاپنی: 大腰)-(به انگلیسی: O goshi) یکی از فنون و تکنیک‌های دستهٔ ناگه-وازا رشتهٔ ورزشی جودو است که در زیردستهٔ کوشی-وازا دسته‌بندی می‌شود.